# Bernard Gerboud
Pour les articles homonymes, voir Gerboud.
Bernard Gerboud, né le 25 mai 1949 à Nantua et mort le 6 avril 2014, est un plasticien, architecte  et urbaniste. Il a été membre de l'équipe de recherche Esthétique, pratique et histoire des arts, Université Paris 8.

## Biographie
Il est diplômé d’École d’Architecture en 1974. Il complète ses compétences par une formation d’urbaniste. En 1982, il présentera un DEA d’Arts Plastiques et Sciences de l’Art. Il est connu pour son travail sur la lumière.  Il  sera professeur de « représentation » aux Beaux-arts de Reims puis  à partir de 1991 au Département d’Art  plastique de l’Université Paris VIII. Il a également enseigné à l’institut d’urbanisme de l’académie de Paris, à l’école de management du pôle universitaire Léonard de Vinci puis à l’école supérieure des arts modernes. Il était aussi membre du laboratoire de recherches « arts des images et arts contemporains appartenant à la formation doctorale de l’UFR arts « esthétique, sciences et technologies des arts ».

## Œuvres
- 1999 : Gnomon  (Néons et tôles) : Colonne au bicentenaire de la déclaration des Droits de l'Homme et du Citoyen (Aéroport Roissy-Charles de Gaulle)[3]
- 1998 : Na2C-Ar-Ne-Fe, U.R.C.A. campus Moulin-de-la-Housse à Reims (Sculpture réalisée dans le cadre du 1 %)
- 1997 : Installation lumière à la station Marengo SNCF à Toulouse

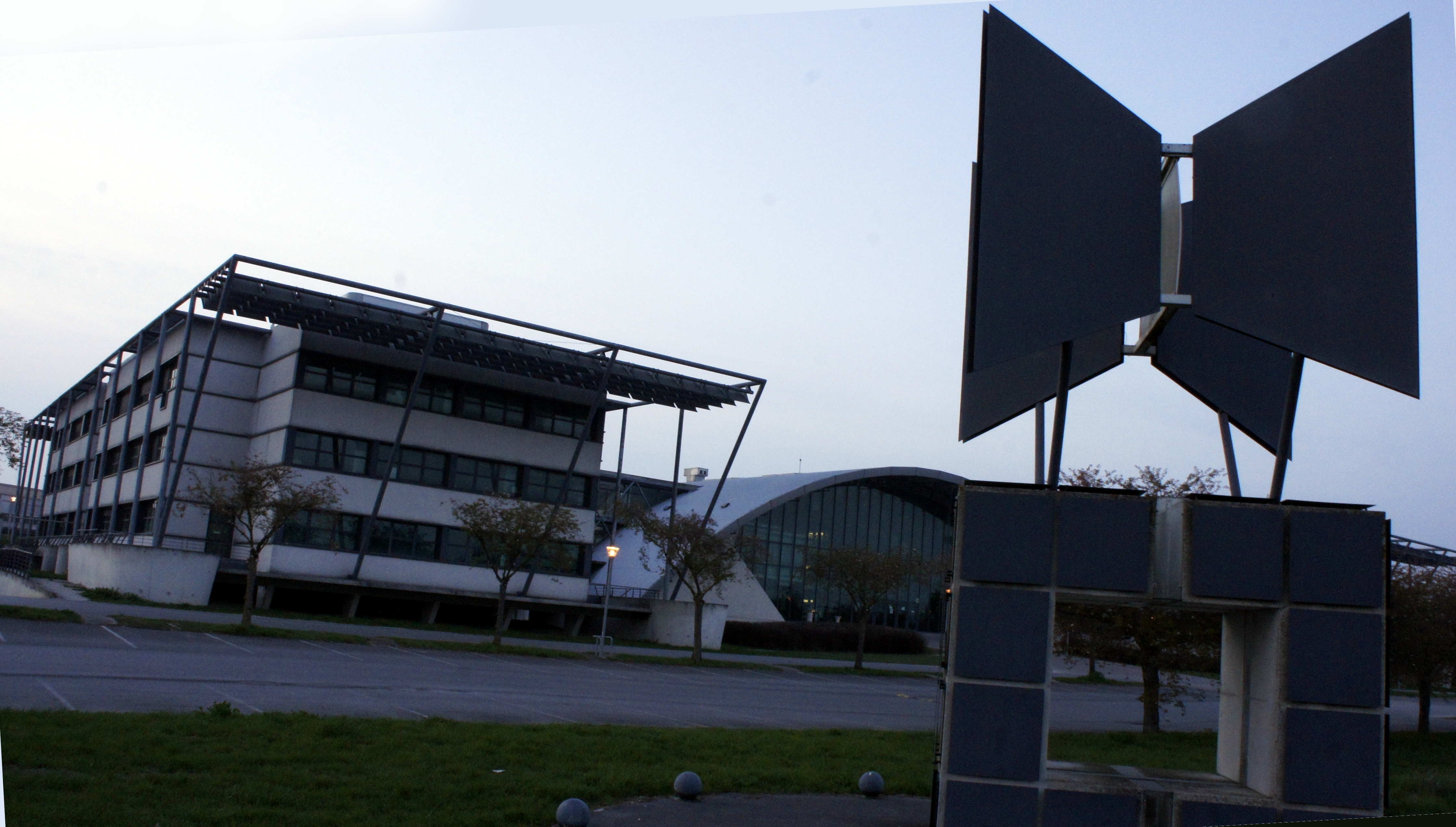
En premier plan Na2C-Ar-Ne-Fe.

## Expositions individuelles
- 2002 : Su et vu, Galerie Magda Danyszà Paris
- 1999 : Stèles et Khatchkars, Galerie Pascal Vanhoecke à Cachan
- 1997 : Nuit et Lumière, Galerie Municipale Edouard Manet à Gennevilliers
- 1995 : Gnomons éditions, Galerie Satellite à Paris
- 1994 : Architectoniques et parasélènes, sculptures et dessins Galerie le Carré à Lille *1990 : exposition organisée au grand palais[4]